# Emil Schumacher
Emil Schumacher (Hagen, 29 agosto 1912 – Sant Josep de sa Talaia, 4 ottobre 1999) è stato un pittore tedesco.
Giovane studente di Dortmund, lavorò per un certo periodo come grafico industriale per poi partecipare alla seconda guerra mondiale. Dapprima espressionista, Schumacher aderì poi al movimento postcubista, divenendone uno dei più celebri esponenti.
Docente ad Amburgo dal 1958 al 1960 e a Karlsruhe dal 1966 al 1977, negli ultimi anni si occupò di architettura.

## Emil Schumacher nei musei
- Fondazione Biscozzi Rimbaud, Lecce
- Emil Schumacher Museum, Hagen